# 九亭駅
座標: 北緯31度8分22秒 東経121度18分51秒 / 北緯31.13944度 東経121.31417度
九亭駅（きゅうていえき）は上海市松江区に位置する上海地下鉄9号線の駅である。

## 駅構造

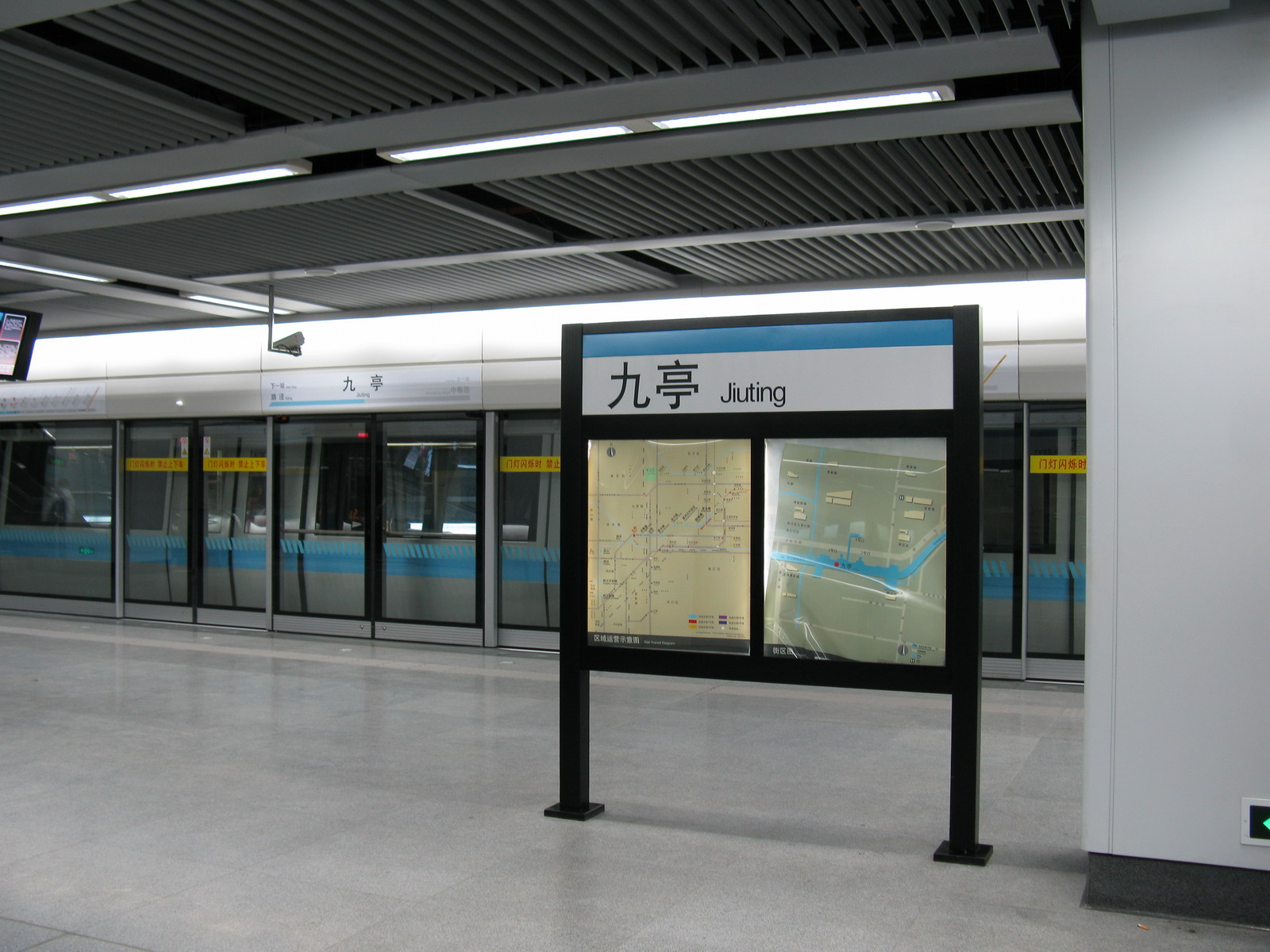
ホーム

島式ホーム1面2線を有する地下駅。

## 駅周辺
- 横涇河

## 歴史
- 2007年12月29日 - 開業。

## 隣の駅
上海軌道交通
■9号線
泗涇駅 - 九亭駅 - 中春路駅